# Nicolas Touzaint
Nicolas Touzaint, född 10 maj 1980 i Angers, är en fransk fälttävlansryttare. 2008 blev han den första fransmannen att vinna Badminton Horse Trials. Vid OS 2024 ingick han inte det franska laget som tog silver.

## Placeringar
- 1:a Europamästerskapen i fälttävlan 2003 i Punchestown, Irland på Galan de Sauvagere[5]
- 1:a Europamästerskapen i fälttävlan 2007 i Pratoni del Vivaro, Italien på Galan de Sauvagere[5]